# Rue Jan Blockx
Pour les articles homonymes, voir Blockx.
La rue Jan Blockx (en néerlandais : Jan Blockxstraat) est une rue bruxelloise de la commune de Schaerbeek qui va du boulevard Lambermont à la rue Nestor De Tière.

## Histoire et description
Elle porte le nom d'un musicien belge, Jan Blockx, né à Anvers en 1851 et décédé à Anvers en 1912.
La numérotation des habitations va de 1 à 49 pour le côté impair et de 2 à 56 pour le côté pair.

## Adresse notable
- nos 26-30 : répartiteur téléphonique Belgacom

## Voies d'accès
- arrêt Demolder du tram 7
- arrêt Foyer Schaerbeekois du tram 55